# Suzzanna
Pour l’article ayant un titre homophone, voir Suzanna.
Suzanna Martha Frederika van Osch, connue sous le pseudonyme Suzzanna, est une actrice indonésienne, née le 14 octobre 1942 à Bogor dans la Java occidental aux Indes orientales néerlandaises et décédée le 15 octobre 2008 à Magelang dans la Java central en Indonésie. Souvent engagée dans des films d'horreur, elle est surnommée La Reine des films d'horreur indonésiens.

## Biographie

### Jeunesse
Suzzanna est née à Bogor (anciennement Buitenzorg) durant l'occupation japonaise au cours de la Seconde Guerre mondiale dans une famille catholique indo de quatre enfants avec des ascendances allemande, javanaise, néerlandaise et minahasane.

### Carrière
Suzzanna est découverte à l'âge de sept ans par l'éminent réalisateur indonésien Usmar Ismail qui lui offre son premier rôle dans le drame Darah dan Doa (La Longue Marche) qui est l'adaptation d'un poème de Sitor Situmorang racontant la romance née durant la guerre d'indépendance entre un révolutionnaire indonésien et une jeune femme allemande. Huit ans plus tard, le cinéaste lui donne une seconde chance et lui offre un nouveau rôle dans la comédie musicale Asrama Dara (Le Dortoir des filles).

### Mort
Suzzanna est morte le 15 octobre 2008 à Magelang après avoir lutté contre la diabète sucré pendant trente ans,.

## Filmographie
- 1950 : Darah dan Doa de Usmar Ismail
- 1958 : Asrama Dara de Usmar Ismail
- 1959 : Bertamasja de Djokolelono
- 1961 : Mira de M. Sharieffudin
- 1963 : Aku Hanya Pajangan de Pitrajaya Burnama
- 1963 : Antara Timur dan Barat de Turino Junaidy
- 1965 : Segenggam Tanah Perbatasan de Djamal Harputra
- 1966 : Suzie de Liliek Sudjio
- 1967 : Penanggalan de[Qui ?]
- 1970 : Bernafas dalam Lumpur de Turino Junaidy : Supinah / Yanti
- 1970 : Tuan Tanah Kedawung de Liliek Sudjio : Ratna
- 1971 : Air Mata Kekasih de Liliek Sudjio : Natalia
- 1971 : Beranak dalam Kubur de Awaludin et Ali Shahab
- 1973 : Napsu Gila de Ali Shahab
- 1973 : Bumi Makin Panas de Ali Shahab : Maria
- 1974 : Ratapan dan Rintihan de Sandy Suwardi Hassan
- 1978 : Pulau Cinta de Ali Shahab : Maria
- 1980 : Permainan Bulan Desember de Nico Pelamonia : Yosi
- 1981 : Lembah Duka de Jopi Burnama : Susanti
- 1981 : La Reine de la magie noire (Ratu Ilmu Hitam) de Liliek Sudjio : Murni
- 1981 : Sundelbolong de Sisworo Gautama Putra : Alisa Hendarto
- 1982 : Sangkuriang de de Sisworo Gautama Putra
- 1982 : Nyi Blorong de Sisworo Gautama Putra : Devi, la reine des sepents
- 1983 : Nyi Ageng Ratu Pemikat de Sisworo Gautama Putra : Nyi Ageng
- 1983 : Perkawinan Nyi Blorong de Sisworo Gautama Putra : la reine Blorong
- 1984 : Telaga Angker de Sisworo Gautama Putra : Anita
- 1984 : Dia Sang Penakluk de  Imam Tantowi : Messi
- 1984 : Usia dalam Gejolak de Sisworo Gautama Putra : Susy
- 1985 : Bangunnya Nyi Roro Kidul de Sisworo Gautama Putra : Neneng
- 1985 : Ratu Sakti Calon Arang de Sisworo Gautama Putra : Calon Arang
- 1986 : Malam Jumat Kliwon de Sisworo Gautama Putra : Ayu Sutrisna
- 1986 : Petualangan Cinta Nyi Blorong de Sisworo Gautama Putra : Suzy, la reine des serpents
- 1987 : La Revanche de Samson (Samson dan Delilah) de Sisworo Gautama Putra : Delilah
- 1988 : Santet de Sisworo Gautama Putra : Katemi
- 1988 : Ratu Buaya Putih de H. Tjut Djalil : Larsih
- 1988 : Malam Satu Suro de Sisworo Gautama Putra
- 1989 : Wanita Harimau de Sisworo Gautama Putra : Katemi
- 1990 : Titisan Dewi Ular de Sisworo Gautama Putra : Kemala / Sumi
- 1990 : Pusaka Penyebar Maut de Sisworo Gautama Putra : Nyi Polok
- 1991 : Perjanjian di Malam Keramat de Sisworo Gautama Putra : Kartika
- 1991 : Ajian Ratu Laut Kidul de Sisworo Gautama Putra : Lestari
- 2008 : Hantu Ambulance de Nayato Fio Nuala : Widya